# 曙町 (八尾市)
曙町（あけぼのちょう）は、大阪府八尾市の町名。現行行政地名は曙町一丁目から曙町四丁目。住居表示は未実施。

## 歴史
- 1979年（昭和54年）5月21日[5] - 大字植松・大字八尾座各全域と大字安中・大字天王寺屋・大字老原の各一部から曙町一丁目から同四丁目を新設。

## 地理
長瀬川に沿って細長い地域。萱振曙川線（府道八尾道明寺線）よりも川上、JR大和路線より北側。JR線と長瀬川に挟まれた地域（二・四丁目）は旧志紀郡天王寺屋新田（旧志紀町天王寺屋）だった。
現在は一・二丁目は概ね工場地、三・四丁目は住宅地となっている。

## 世帯数と人口
2020年（令和2年）3月31日現在（八尾市発表）の世帯数と人口は以下の通りである。
| 町名       | 世帯数  | 人口    |
| ---------- | ------- | ------- |
| 曙町一丁目 | 66世帯  | 131人   |
| 曙町二丁目 | 52世帯  | 114人   |
| 曙町三丁目 | 408世帯 | 802人   |
| 曙町四丁目 | 174世帯 | 365人   |
| 計         | 700世帯 | 1,412人 |

### 人口の変遷
国勢調査による人口の推移。
| 1995年（平成7年）  | 2,048人 | [ 6 ]  |  |
| 2000年（平成12年） | 1,893人 | [ 7 ]  |  |
| 2005年（平成17年） | 1,764人 | [ 8 ]  |  |
| 2010年（平成22年） | 1,674人 | [ 9 ]  |  |
| 2015年（平成27年） | 1,520人 | [ 10 ] |  |

### 世帯数の変遷
国勢調査による世帯数の推移。
| 1995年（平成7年）  | 640世帯 | [ 6 ]  |  |
| 2000年（平成12年） | 631世帯 | [ 7 ]  |  |
| 2005年（平成17年） | 656世帯 | [ 8 ]  |  |
| 2010年（平成22年） | 643世帯 | [ 9 ]  |  |
| 2015年（平成27年） | 628世帯 | [ 10 ] |  |

## 学区
市立小・中学校に通う場合、学区は以下の通りとなる（2020年5月時点）。
| 町名       | 番地 | 小学校             | 中学校               |
| ---------- | ---- | ------------------ | -------------------- |
| 曙町一丁目 | 全域 | 八尾市立曙川小学校 | 八尾市立曙川南中学校 |
| 曙町二丁目 | 全域 | 八尾市立曙川小学校 | 八尾市立曙川南中学校 |
| 曙町三丁目 | 全域 | 八尾市立曙川小学校 | 八尾市立曙川南中学校 |
| 曙町四丁目 | 全域 | 八尾市立曙川小学校 | 八尾市立曙川南中学校 |

## 事業所
2016年（平成28年）現在の経済センサス調査による事業所数と従業員数は以下の通りである。
| 町名       | 事業所数 | 従業員数 |
| ---------- | -------- | -------- |
| 曙町一丁目 | 38事業所 | 333人    |
| 曙町二丁目 | 4事業所  | 34人     |
| 曙町三丁目 | 8事業所  | 19人     |

## 主な施設
- 八尾市立リサイクルセンター

## その他

### 日本郵便
- 郵便番号 : 581-0026[2]（集配局：八尾郵便局[13]）。